# Ghiacciaio Centurione
Il ghiacciaio Centurione (in inglese Centurion Glacier) è un piccolo e scosceso ghiacciaio situato sulla costa di Fallières, nella parte sud-occidentale della Terra di Graham, in Antartide. Il ghiacciaio, il cui punto più alto si trova a circa 251 m s.l.m., fluisce verso nord-ovest fino a raggiungere la baia di Neny tra il monte Nemesis e il promontorio Roman Four (così chiamato per la sua forma che ricorda quella, appunto, di un quattro romano, ossia "IV").

## Storia
Il ghiacciaio Centurione fu grossolanamente mappato nel 1936 durante una ricognizione aerea effettuata nel corso della Spedizione britannica nella Terra di Graham, comandata da John Rymill, e solo nel 1947 una spedizione del British Antarctic Survey, che all'epoca si chiamava ancora Falkland Islands and Dependencies Survey (FIDS), lo risorvolò e lo mappò più dettagliatamente. In seguito il ghiacciaio fu battezzato con il suo attuale nome dallo stesso FIDS in associazione con il nome del promontorio Roman Four.